# Biologiske Skrifter
Biologiske Skrifter (abreviado Biol. Skr.) es una revista con ilustraciones y descripciones botánicas que es editada en Copenhague desde el año 1939 con el nombre de Biologiske Skrifter. Kongelige Danske videnskabernes Selskab. Fue precedida por Kongelige Danske videnskabernes Selskabs Skrifter, Naturvidenskabeli Mathematisk Afdeling.